# مجالس أمن الحرائق

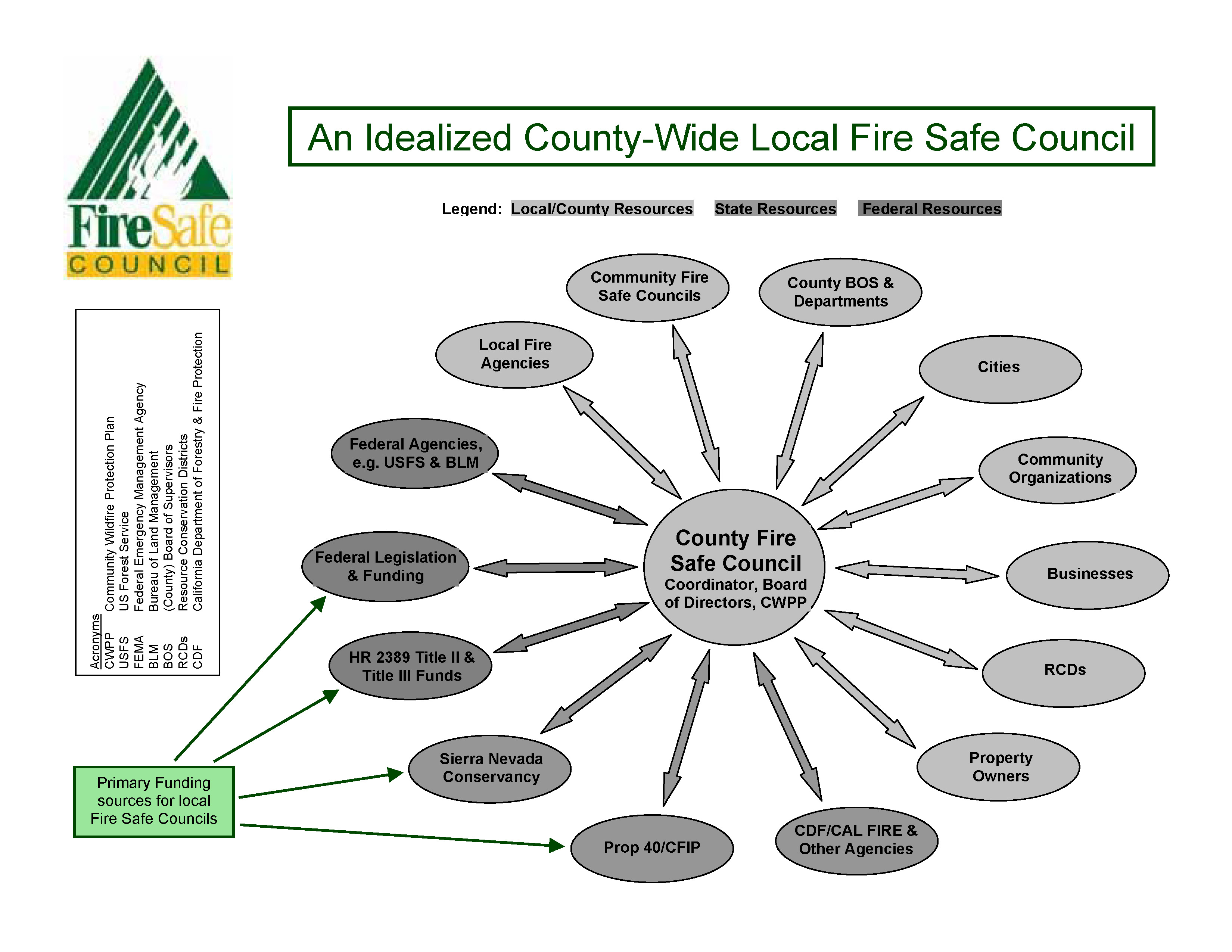

مجالس أمن الحرائق، هي حركة شعبية على مستوى المنظمات المجتمعية تشترك في هدف جعل مجتمعات كاليفورنيا أقل عرضة للحرائق البرية الكارثية، وتحقق مجالس أمن الحرائق هذا الهدف من خلال البرامج والمشاريع التعليمية مثل «شيديد فيول بريكس» و«فاير بريكس» المشغولة من أجل حماية سكان المنطقة من دنوّ حرائق الغابات إليهم وتزويد رجال الإطفاء بمكان لمكافحة الحريق المقترب. شُكّل أول مجلس من مجالس أمن حرائق في الأوائل التسعينيات، وقد وصلوا الآن إلى أكثر من 100 مجلس حول الولاية).
(يُعتبر مجلس كاليفورنيا لأمن الحريق (شركة CFSCI) أحد استثناءات تشكيلة الحركة الشعبية، إذ كان تفعيل مركز تبادل معلومات مجلس كاليفورنيا لأمن الحريق (يسمى الآن ببساطة «مركز تبادل معلومات الإعانات التخصصية» (؛ هو الدور الرئيسي لهذه الشركة منذ تأسيسها في منتصف عام 2002، ويُشار بالتالي في بقية المقال إلى مجالس أمن الحريق الحقيقية على أنها «مجالس أمن الحريق محلية» (FSCS) وذلك لتمييزها عن مجلس كاليفورنيا لأمن الحريق (CFSCI).
تضم مجالس أمن الحريق عادةً ممثلين من:
- وكالات إطفاء الحريق؛ بما في ذلك دائرة كاليفورنيا للغابات والوقاية من الحرائق (CDF أو CAL FIRE) ودائرة الغابات في الولايات المتحدة ومكتب إدارة الأراضي في الولايات المتحدة و/أو المناطق المحلية للحماية من الحريق عند الاقتضاء.
- الحكومات المحلية مثل مدينة و/أو مقاطعة.
- الشركات التجارية وخاصة شركات التأمين.
- وكالات أخرى مثل وكالة «مناطق الحفاظ على الموارد».
- العامة.

قد يكون كل من وكالة الإطفاء وممثلي الحكومة المحلية أعضاءً في «مجالس أمن الحريق المحلية»، أو قد يخدموا بصفة استشارية حسب الاحتياجات المحلية.
تُعتبر جميع مجالس أمن الحريق المحلية كيانات مستقلة، إذ يتم إعداد بعضها كمنظمات غير ربحية 501 (ج) (3)؛ بينما يعمل الآخرون بموجب مذكرة تفاهم مع المقاطعة والمدينة و/أو المناطق المحلية للحماية من الحريق؛ في حين لا يملك البعض هيكلاً رسمياً على الإطلاق.
تتفاوت مستويات عمل مجالس أمن الحريق، فبعضها يعمل على مستوى المقاطع، بينما لا يشمل البعض الآخر سوى رابطة مالكي المنازل وفق تقسيماتها فرعية؛ بالإضافة إلى جميع مستويات العمل الموجودة بينهما، كما يوجد أيضاً العديد من الجمعيات الإقليمية لمجالس أمن الحريق.
تعتمد بعض «مجالس أمن الحريق» على المتطوعين في معظم أعمالها، بالرغم من امتلاكها لموظفين يعملون بالأجر؛ مثل المدير التنفيذي، وبالإضافة لمنحها التمويل لمشاريع الحد من استهلاك الوقود.
يُطبق نهج المجتمعات المحلية للحد من مخاطر حرائق الغابات في مواقع أخرى من الولايات المتحدة؛ وذلك مثل نهج «فاير سيف مونتانا»، كما تُعتبر مجتمعات «فاير وايز» التابعة للولايات المتحدة على أنها منظمات مجتمعات محلية تركز على الحد من حرائق الغابات في جميع أنحاء الولايات المتحدة؛ بما في ذلك كاليفورنيا.

## النشوء

### مفهوم «أمن الحريق»
بدأ كل من وكالة موارد ولاية كاليفورنيا ودائرة الحفاظ على الموارد الطبيعية وقسم الغابات ودائرة كاليفورنيا للغابات والوقاية من الحرائق؛ برنامج مكافحة حرائق الغابات «أمن الحريق» في عام 1968 استجابةً لظروف الحريق المتغيرة الناتجة عن بناء المزيد والمزيد من المنازل في المناطق الريفية التي كانت في السابق مناطق برية. (يُستخدم مصطلح «الأماكن الفاصلة بين المناطق الريفية والبرية (WUI)» لوصف هذه المناطق).
كانت الخطوة التالية لأمن الحريق هي تطوير حملة من قبل لورين بور -رئيس الوقاية من الحرائق في دائرة كاليفورنيا للغابات والوقاية من الحرائق- من أجل الوقاية من حرائق الغابات داخل وخارج المنازل عام 1989، إذ أنشأ هذا البرنامج مجموعة من المواد مثل فيديو وكتيب وعناصر أخرى بغرض تثقيف مالكي المنازل حول تطبيق ممارسات أمن الحريق داخل وخارج المنزل.
أصبحت المساحة القابلة للدفاع هي كلمة سر حماية المنازل والأراضي في الأماكن الفاصلة بين المناطق الريفية والبرية، إذ قام في هذا الوقت الأعضاء المتطوعين في برنامج دائرة كاليفورنيا للغابات والوقاية من الحرائق (VIP)؛ بالتوعية حول أمن حرائق الغابات.
قدمت العاصفة النارية التي حدثت في أوكلاند عام 1991 حافزاً جديداً للقيام بالمزيد من الأنشطة وحملات التوعية للوقاية من حرائق الغابات، إذ شكلت دائرة كاليفورنيا للغابات والوقاية من الحرائق «مجلس أمن الحريق الاستشاري»؛ والذي يُعرف أيضاً باسم «مجلس أمن الحريق»، وقد ضم ممثلين عن شركات التأمين ووكالات مكافحة حرائق الغابات (مثل دائرة الغابات في الولايات المتحدة (USFS) ومكتب إدارة الأراضي في الولايات المتحدة (BLM)) والقطاع الصناعي الخاص والعامة.

### مجالس أمن الحريق الأولى
شُكلت في أوائل تسعينيات القرن الماضي ثلاث منظمات كانوا بمثابة المُركبات الأولية لما يُعرف الآن «بمجالس أمن حريق المجتمعات المحلية»:
- شكل كل من دائرة كاليفورنيا للغابات والوقاية من الحرائق ودائرة الغابات في الولايات المتحدة وإدارة المتنزهات الوطنية والوكالات المحلية والمجتمعات المحلية والشركات التي تسعى إلى إضفاء الطابع الرسمي على العلاقة التعاونية لمكافحة الحريق؛ برنامج مجلس أمن حريق أوكهارت الواقع في سفوح جبال سيرا الوسطى، وقد تطور هذا البرنامج ليصبح مجلس أمن حريق ماريبوسا في الوقت الراهن.[4]
- شكل المجتمع المحلي لجنة أمن الحريق في مقاطعة سان ماتيو (كاليفورنيا) (وهي الآن مجلس أمن حريق سان ماتيو).[5]
- شكل المجتمع المحلي لجنة أمن حريق مارتن في مقاطعة مارين عام 1992، والتي ما تزال نشطة حتى الآن.[6]

كانت العاصفة النارية التي وقعت في عام 1993 في جنوب كاليفورنيا حدثاً مهماً في عالم حرائق الغابات، إذ شكل سكان منطقة لاجونا بيتش ثلاث لجان من أجل التعامل مع الخسائر ولمنع أو التقليل على الأقل من الخسائر المستقبلية، وقد تطورت هذه المجموعات لاحقاً إلى «مجلس أمن حريق ساحل لاجونا الكبير».

### دعم دائرة كاليفورنيا للغابات والوقاية من الحرائق لمجالس أمن الحريق
بدأت دائرة كاليفورنيا للغابات والوقاية من الحرائق بإدخال المجموعات المحلية في مجلس أمن الحريق؛ وذلك دعماً لجهود المجتمعات المحلية، وقد رأس هذا الائتلاف الأخصائي التربوي في دائرة كاليفورنيا للغابات والوقاية من الحرائق.
عُرف مجلس أمن الحريق في وقت ما بعد عام 1996 بمجلس أمن حريق كاليفورنيا (CFSC)؛ وذلك بعد إنشاء المزيد من المجتمعات لمجالس أمن حريق محلية في جميع أنحاء الولاية، وقد كان مجلس أمن حريق كاليفورنيا بمثابة المُركب الأولي لمجلس أمن حريق كاليفورنيا الحالي (CFSC1).
قدمت قوات الدفاع المدني عن طريق مجلس أمن حريق كاليفورنيا المساعدة لمجالس أمن الحريق المحلية؛ وذلك من خلال اجتماعات شهرية مكنت مجالس أمن الحريق المحلية والمنظمات الأخرى التي تشترك في مهمة أمن الحريق من التواصل وإدراج الأمر في مطبوعاتها التسويقية مثل إعداد الكتيبات وتطوير مقاطع الفيديو وإعلانات الخدمات العامة وكتيب عن كيفية تشكيل مجلس أمن الحريق مواد أخرى.
قُدم الدعم التسويقي بموجب عقد شركة العلاقات العامة «مانينغ سيلفاج وليي»؛ والتي امتلكت مكتباً في شراع «ك» في ساكرامنتو في ذلك الوقت.
توقف دعم دائرة كاليفورنيا للغابات والوقاية من الحرائق الشامل عندما أُعلن تشكيل مجلس أمن حريق كاليفورنيا في منتصف عام 2002 كشركة 501 (ج) (3) غير الربحية، وواصل بالرغم من ذلك معظم أفراد دائرة كاليفورنيا للغابات والوقاية من الحرائق العمل بشكل وثيق مع مجالس أمن الحريق المحلية، وقد قدموا في كثير من الأحيان مبالغ «عينية» مُطابقة من أجل الحصول على منح وكذلك المشورة بشأن مشاريع أمن الحريق.